# IXBT.com
IXBT.com — веб-сайт, русскоязычное интернет-издание о компьютерной технике, смартфонах, гаджетах, автомобилях, космосе, информационных технологиях и программных продуктах. На сайте публикуются новости IT-индустрии, статьи с обзорами, тесты компьютерных комплектующих и программного обеспечения. У сайта есть несколько проектов, таких как «Конференция IXBT», платформа с UGC-контентом «Блоги IXBT Live», портал об играх «IXBT Games» и другие.

## История
Проект IXBT берёт начало в 1997 году, тогда он начал развиваться, как самостоятельное направление в холдинге Rambler. По оценкам экспертов стартовый объём инвестиций в проект IXBT составил около $80-100 тыс. Одним из стратегических партнёров, который вывел IXBT в лидеры российского рынка интернет-рекламы, стало агентство 2sun.
К 2000 году IXBT становится одним из лидеров рынка интернет-рекламы. В 2002 году между партнёрами произошёл разрыв, IXBT прекратил сотрудничество с 2sun и начал работать совместно с компанией Mediastars. Это был один из громких скандалов в российской IT-индустрии, закончившийся судебными исками.
Сайт IXBT.com существует с 7 января 1997 года. Официальной датой открытия является 1 октября 1997 года. За прошедшее время сайт развивался: появились новые разделы, новые авторы и новые темы. Несколько раз менялся внешний вид сайта.

### Reactor Critical
Reactor Critical (www.reactor.ru) — известное в прошлом российское онлайн-издание, посвящённое компьютерным платформам[прояснить] и их тестированию. После своего открытия в 1997 году долгое время оставалось достаточно авторитетным изданием о компьютерных технологиях в России. Просуществовал с 16 января 1997 по 21 июня 2003 года, затем все права на публикации сайта были переданы изданию IXBT, а сам проект закрыт.

## Владельцы и современное состояние
На данный момент сайт принадлежит компании «Byrds Research and Publishing, Ltd», которая имеет свидетельство о регистрации средства массовой информации IXBT.com (Ай-Экс-Би-Ти Дот Ком) за номером: ЭЛ № ФС77-22565 от 20 декабря 2005 года. На все материалы, опубликованные на сайте iXBT.com, распространяются нормы законодательства о СМИ РФ.
Авторские статьи (содержащие имя и фамилию автора), опубликованные на сайте iXBT.com, являются собственностью iXBT.com. Все опубликованные статьи пишутся либо штатными авторами сайта iXBT.com, по заказу сайта, или предлагаются для публикации в готовом виде. Авторское право на статьи, опубликованные на сайте iXBT.com всегда принадлежит авторам статей. В случае, если статья, опубликованная на iXBT.com не подписана, эта статья подготовлена коллективом авторов сайта iXBT.com и является собственностью сайта.
В 2007 году среднесуточная аудитория в конкретный месяц года достигала 30 тыс. посещений. Уже в мае 2011 года средняя посещаемость сайта составляла 150 тыс. человек в сутки.
По внутренней открытой статистике проекта на основе Webalizer в январе 2016 года зафиксирована средняя дневная посещаемость 534 000 визитов в сутки, среднее количество просмотров страниц составило более 2,9 млн. По данным на 2025 год, средняя посещаемость составляет 17 млн уникальных посетителей в сутки и 65 миллионов просмотров страниц в месяц.

## Проекты

### Форум
Одним из крупнейших форумов по вопросам компьютерной тематики в России и СНГ является «Конференция iXBT».

### Журнал
С 2002 по 2012 года редакция сайта выпускала бумажный журнал под названием «iXBT.com», в котором публиковались печатные версии интернет-статей и другая информация. К журналу прилагался DVD-диск, содержащий статьи сайта, набор программ, драйверы и другое. С 2013 года создается электронная версия журнала для планшетов под названием «iТоги».

### iXBT Games
iXBT Games (ранее Gametech) — дочерний сайт, принадлежащий медиагруппе IXBT, который посвящён исключительно компьютерным играм и их разновидностям. Сайт публикует рецензии (ревью) и предобзоры (превью) мультиплатформенных компьютерных игр, новости, касающиеся компьютерных игр и игровой индустрии.
В конце каждого года сайт проводит конкурс лучших игр года по категориям. Присутствует награда «Avis Rara», которая выдаётся самым инновационным играм года. Сайт iXBT Games часто проводит опросы среди своих посетителей.
Регистрация на сайте не является необходимой, однако для написания комментариев к статьям и участия в форумах необходимо зарегистрироваться.
Сайт iXBT Games был официально открыт 25 сентября 2007 года. До этого вся игровая тематика публиковались на основном сайте iXBT.com в разделе «Игры и консоли». После открытия iXBT Games все новые материалы размещаются на нём.
11 сентября 2009 года был зарегистрирован официальный YouTube-канал iXBT games. Ведущие канала: Виталий Казунов — главный редактор сайта и журналисты Михаил Шкредов и Дмитрий Кривов.

### iXBT.market
iXBT.market — регулярно обновляющийся ресурс, посвящённый розничным компьютерным компаниям. Тесты магазинов, интервью с руководителями компаний, обзоры сайтов компаний, цикл статей о выборе и покупке первого компьютера. Ранее проект назывался «Рейтинги.iXBT.com» и находился на домене itrate.ru.

### komok.com
komok.com — объявления о продаже товаров и услуг, работает с 1997 года, общая регистрация с форумом iXBT. Администрация проекта регулярно проводит аукционы по продаже «ненужных» новинок, участвовавших в свежих обзорах на сайте iXBT.

### ProSound.iXBT.com
ProSound.iXBT.com — отдельный проект посвященный профессиональному музыкальному оборудованию. Регулярно размещаются новости, обзоры оборудования, репортажи с выставок, теоретические статьи.

### RightMark Audio Analyzer
RightMark Audio Analyzer — программа для тестирования качества звуковой аппаратуры.